# Üç-Şerefeli-Moschee

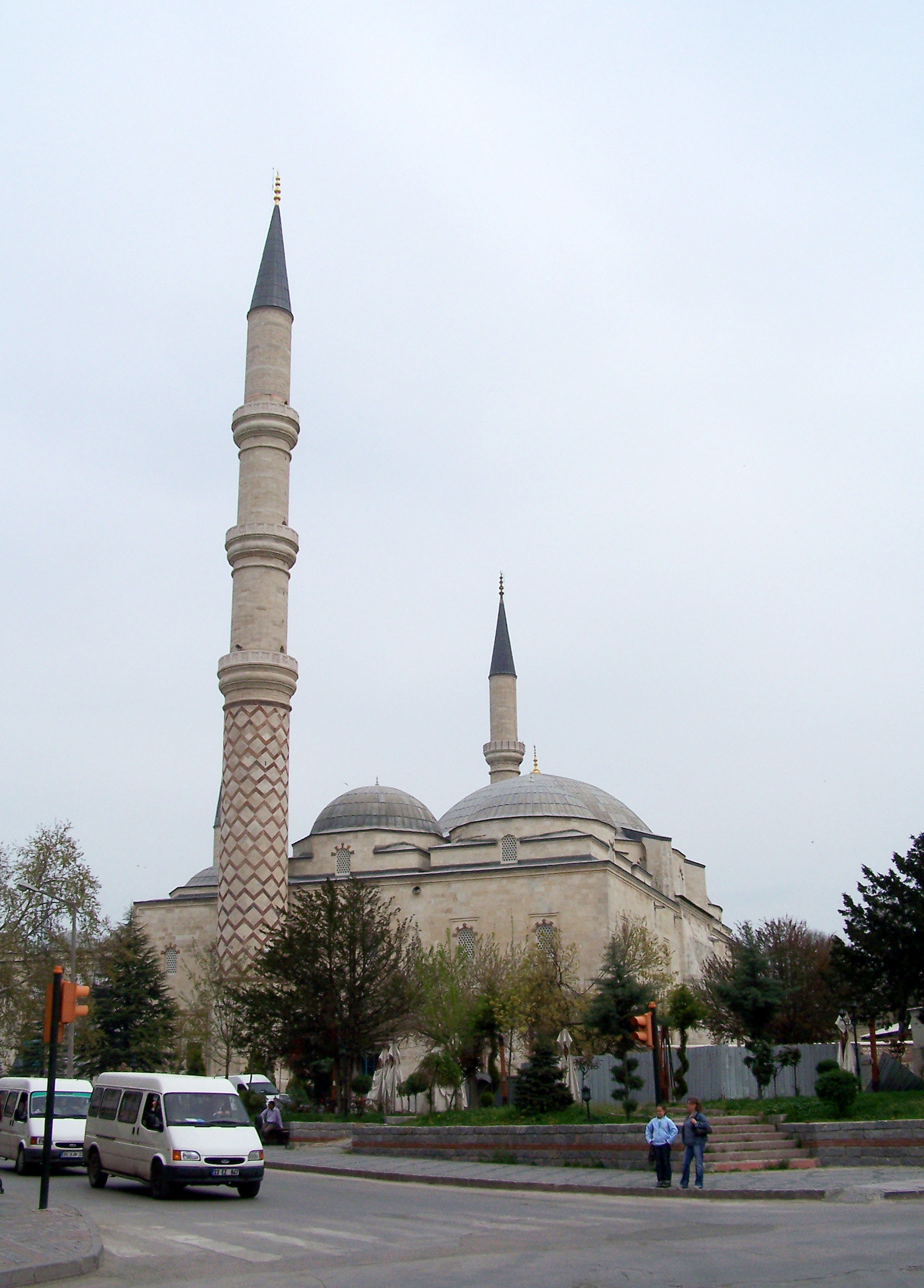
Üç-Şerefeli-Moschee in Edirne, erbaut 1437/8–1447

Die Üç-Şerefeli-Moschee (türkisch Üç Şerefeli Cami ‚Drei-Balkone-Moschee‘) ist ein Moscheebau aus dem 15. Jahrhundert in Edirne, Türkei, und ein Monumentalbau der  frühen osmanischen Architektur.

## Architektur
Die Üç-Şerefeli-Moschee wurde zwischen 1437/8 und 1447 unter dem osmanischen Sultan Murad II. in der damaligen Hauptstadt Edirne errichtet. Als verantwortlicher Architekt wird Muslihuddin genannt. Sie liegt im historischen Stadtzentrum nahe der Alten Moschee (Eski Cami), der Selimiye-Moschee und des Makedonischen Turms. Ihr Name leitet sich aus dem für die damalige Zeit unüblichen Minarett mit drei Balkonen (üç şerefeli) ab. Der Bau besteht aus Kalkstein aus der Region um Burgas. Ihr Grundriss misst 62 × 64 m. Die Moschee besitzt vier Minarette, das höchste ist 67 m hoch. Die zentrale Kuppel misst 24 m im Durchmesser. Sie ruht auf im Sechseck angeordneten Bögen, die ihrerseits von der Vorder- und Rückwand sowie von zwei massiven sechseckigen Pfeilern abgestützt werden. Seitliche Gebäudeteile werden von kleineren Kuppeln gedeckt. die Moschee besitzt einen von Arkaden eingefassten Innenhof (Sahn). 1732 beschädigte ein Feuer den Bau, 1748 ein Erdbeben, die Moschee wurde auf Befehl Sultan Mahmuds I. wieder aufgebaut.
Die Giebelfelder oberhalb der Fenster sind mit blauen und türkisfarbenen glasierten Kacheln geschmückt, deren Gestaltung denjenigen der Grünen Moschee in Bursa ähnlich ist. Der dortige Kachelschmuck ist signiert mit „Werk der Meister aus Täbris“ (ʿamal-i ustadan-i Tabriz). Die Arabesken des Kachelschmucks sind denjenigen in der nur wenig früher ebenfalls von Murad II. erbauten Muradiye-Moschee in Edirne ähnlich. Der Bauplan der Üç-Şerefeli-Moschee ist nach Anhegger eine Weiterentwicklung der älteren Hauptmoschee (Ulu Cami) von Manisa.

## Bedeutung
Nikolaus Pevsner weist der Üç-Şerefeli-Moschee in der osmanischen Architektur eine ähnliche baugeschichtliche Bedeutung zu, wie sie in Europa dem Chor der Kathedrale von Saint-Denis in Paris zukomme. Die zentrale Kuppel ist mit 24 m Durchmesser der weiteste Kuppelbau seit der Errichtung der Hagia Sophia im 7. Jahrhundert unter Kaiser Justinian I. von Byzanz. Allerdings wirken ihre Proportionen verglichen mit denen der späteren Moscheebauten Sinans noch schwer und lastend, als habe der Architekt es noch nicht gewagt, eine solch große Kuppel auf einen höheren Unterbau zu stellen. Ihr innerer Arkadenhof ist der erste dieser Art in der osmanischen Architektur. Fertiggestellt nur wenige Jahre vor dem Fall Konstantinopels 1453, verdeutlicht sie den Machtanspruch des Osmanischen Reiches zu dieser Zeit.

## Ansichten

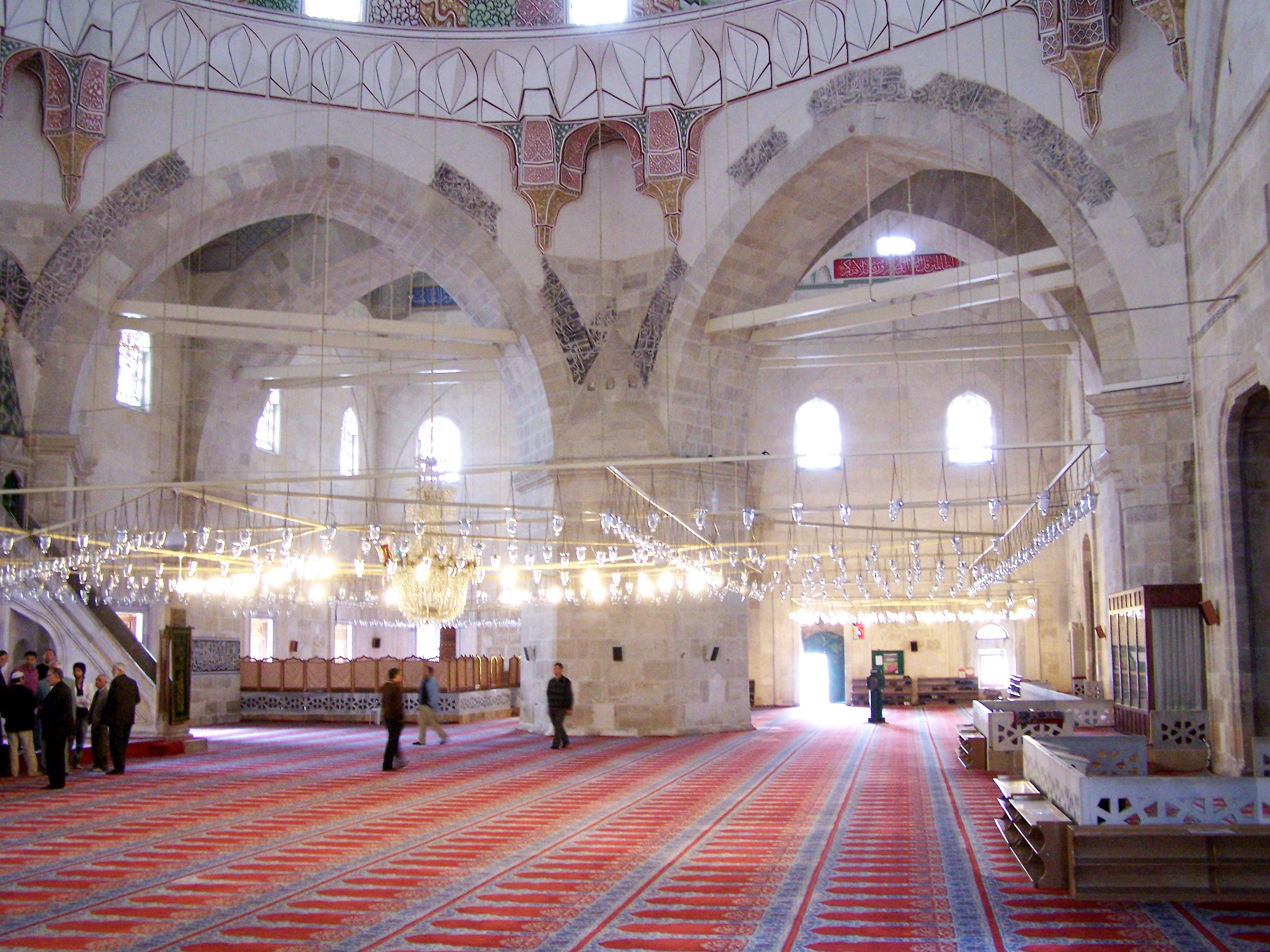
Innenraum
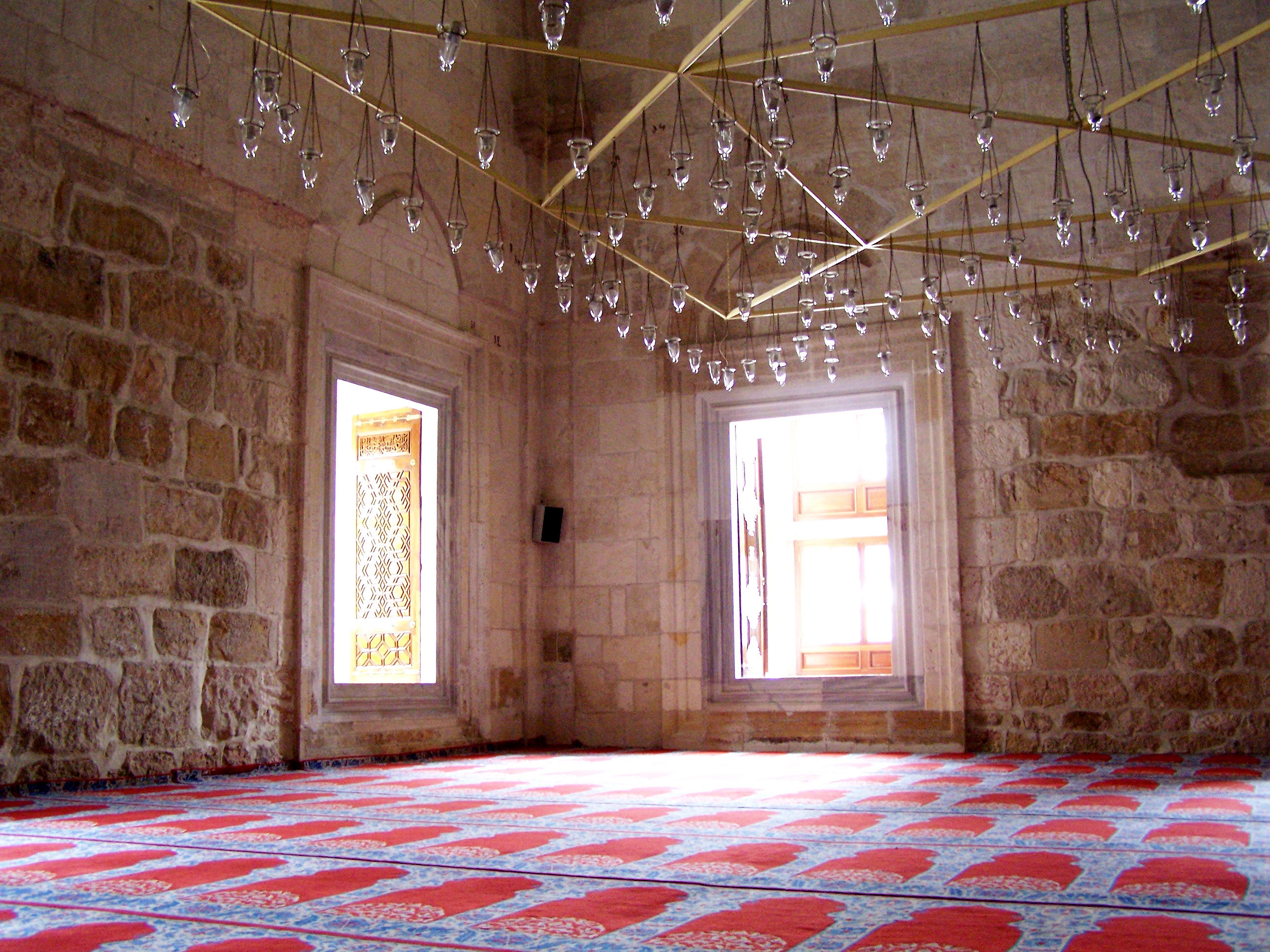
Innenraum
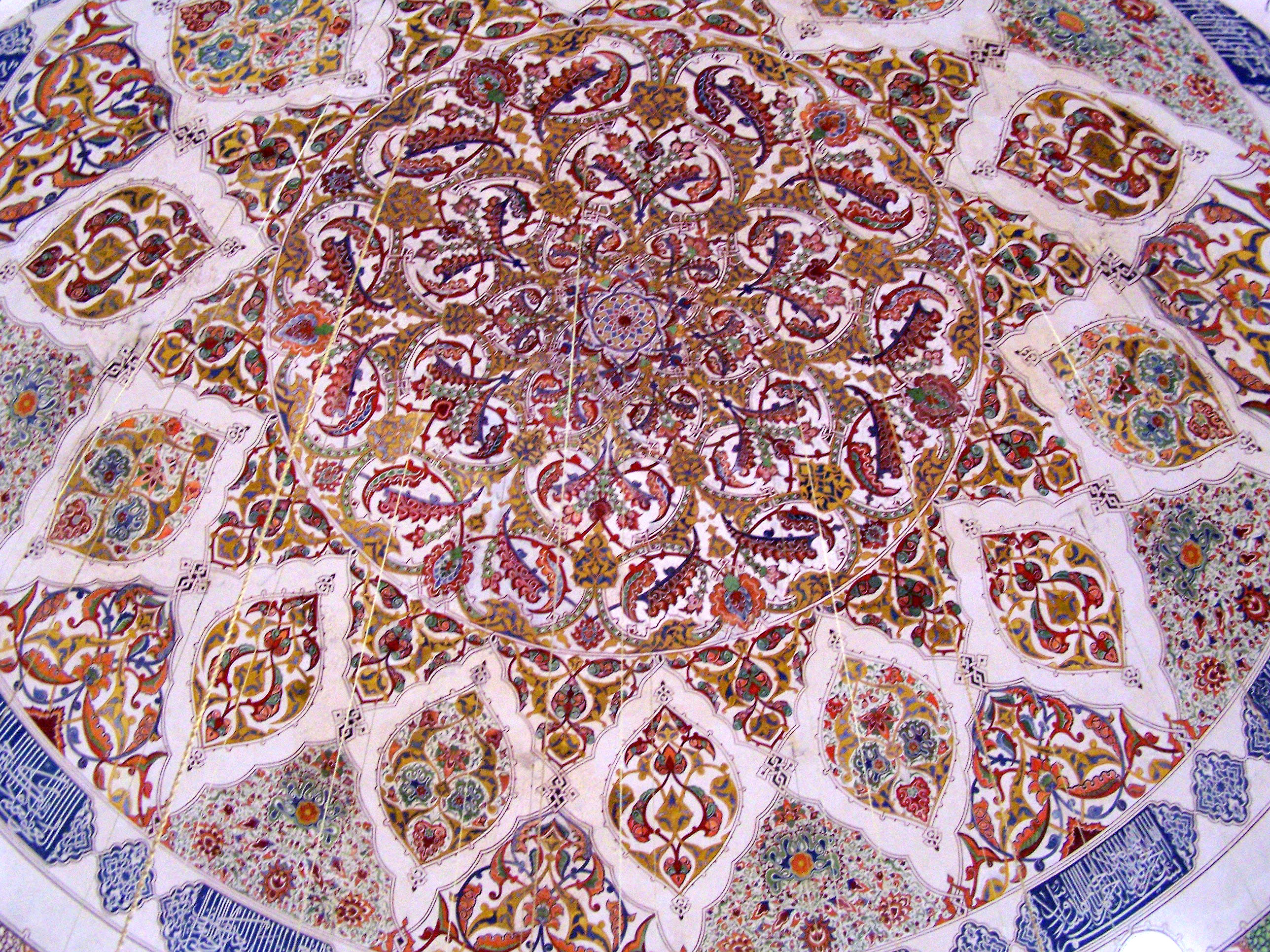
Zentralkuppel
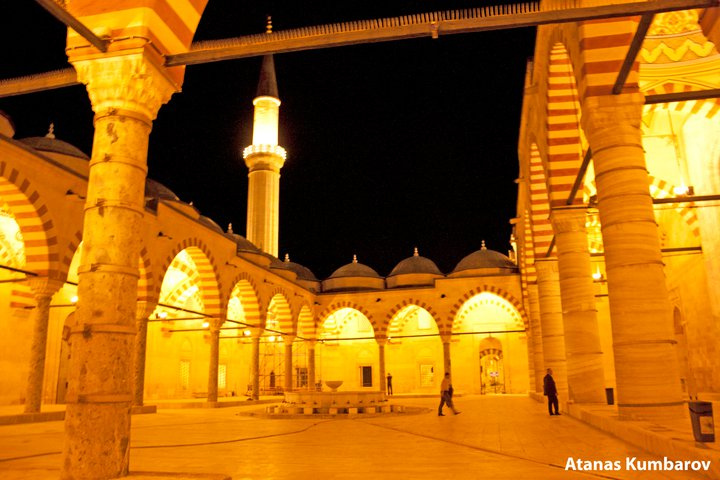
Innenhof